# Van Winitsky
Van Winitsky (* 12. März 1959 in Miami) ist ein ehemaliger US-amerikanischer Tennisspieler.

## Leben
Winitsky begann im Alter von acht Jahren mit dem Tennisspiel und war ein höchst erfolgreicher Jugendspieler. 1977 gelang ihm unter anderem mit Siegen über Ivan Lendl und Yannick Noah der Titelgewinn bei den Juniorenturnieren der Wimbledon Championships und der US Open, sowie die nationale Juniorenmeisterschaft der USTA. Er stand damit in der in diesem Jahr erstmals veröffentlichten ITF Juniorenweltrangliste vor John McEnroe. Insgesamt gewann er dreimal den Orange Bowl. Er besuchte die Piper High School, studierte an der UCLA und wurde in die Bestenauswahl All American berufen.
1978 wurde Winitsky Tennisprofi und konnte bereits in seinem ersten Jahr auf der ATP Tour mit wechselnden Partnern drei Doppeltitel erringen. 1981 folgten drei weitere Doppeltitel sowie sein erster Titel im Einzel, beim Turnier in Hong Kong bezwang er den Australier Mark Edmondson. 1982 wurde sein erfolgreichstes Jahr auf der ATP Tour, neben drei weiteren Doppeltiteln kamen zwei Einzeltitel. Im Laufe seiner Karriere konnte er insgesamt drei Einzel- und neun Doppeltitel erringen. Seine höchste Notierung in der Tennisweltrangliste erreichte er 1982 mit Position 35 im Einzel sowie 1983 mit Position 7 im Doppel.
Sein bestes Einzelergebnis bei einem Grand-Slam-Turnier war das Erreichen der dritten Runde bei den French Open und den US Open. In der Doppelkonkurrenz stand er 1983 neben Fritz Buehning im Finale der US Open, das Spiel gegen Peter Fleming und John McEnroe ging klar in drei Sätzen verloren. In der Mixed-Konkurrenz erreichte er bei den US Open 1980 an der Seite von Rayni Fox das Viertelfinale.
1985 beendete Winitsky seine Profikarriere im Alter von erst 26 Jahren aufgrund einer langwierigen Schulterverletzung. Ab 1991 spielte er wieder auf Satellite-Turnieren und erhielt gelegentlich Wild Cards für die Qualifikation bei ATP-Turnieren. Sein letztes Turnier bestritt er 1997 auf der ATP Challenger Tour, beim Turnier in der Bronx scheiterte er jedoch bereits in der ersten Runde der Qualifikation. Zwischen 2001 und 2005 spielte er auf der ATP Seniors Tour. Hier konnte er 2003 die nationale ü40-Hartplatzmeisterschaft gewinnen und wurde im Oktober 2004 auf Position 9 der Weltrangliste geführt.

## Erfolge
| Legende                       |
| Grand Slam                    |
| Tennis Masters Cup            |
| ATP Masters Series            |
| ATP International Series Gold |
| ATP International Series (12) |
| ATP Challenger Series (1)     |

### Einzel

#### Turniersiege
| Nr. | Datum            | Turnier     | Belag     | Finalgegner    | Ergebnis      |
| --- | ---------------- | ----------- | --------- | -------------- | ------------- |
| 1.  | 8. November 1981 | Hong Kong   | Hartplatz | Mark Edmondson | 6:4, 6:7, 6:4 |
| 2.  | 24. Januar 1982  | Guarujá     | Hartplatz | Carlos Kirmayr | 6:3, 6:3      |
| 3.  | 2. Mai 1982      | Hilton Head | Sand      | Chris Lewis    | 6:4, 6:4      |

#### Finalteilnahmen
| Nr. | Datum           | Turnier   | Belag     | Finalgegner | Ergebnis      |
| --- | --------------- | --------- | --------- | ----------- | ------------- |
| 1.  | 20. August 1978 | Cleveland | Hartplatz | Peter Feigl | 6:4, 3:6, 3:6 |

### Doppel

#### Turniersiege

##### ATP Tour
| Nr. | Datum              | Turnier        | Belag     | Partner         | Finalgegner                    | Ergebnis      |
| --- | ------------------ | -------------- | --------- | --------------- | ------------------------------ | ------------- |
| 1.  | 30. April 1978     | Tulsa          | Hartplatz | Russell Simpson | Carlos Kirmayr Ricardo Ycaza   | 4:6, 7:6, 6:2 |
| 2.  | 6. August 1978     | North Conway   | Sand      | Robin Drysdale  | Mike Fishbach Bernard Mitton   | 4:6, 7:6, 6:3 |
| 3.  | 26. November 1978  | Buenos Aires   | Sand      | Chris Lewis     | José Luis Clerc Belus Prajoux  | 6:4, 3:6, 6:0 |
| 4.  | 26. Juli 1981      | Washington (1) | Sand      | Raúl Ramírez    | Pavel Složil Ferdi Taygan      | 5:7, 7:6, 7:6 |
| 5.  | 16. August 1981    | Cleveland      | Hartplatz | Erik van Dillen | Syd Ball Ross Case             | 6:4, 5:7, 7:5 |
| 6.  | 11. Oktober 1981   | Tel Aviv       | Hartplatz | Steve Meister   | John Feaver Steve Krulevitz    | 3:6, 6:3, 6:3 |
| 7.  | 25. Juli 1982      | Washington (2) | Sand      | Raúl Ramírez    | Hans Gildemeister Andrés Gómez | 7:5, 7:6      |
| 8.  | 1. August 1982     | South Orange   | Sand      | Raúl Ramírez    | Jai DiLouie Blaine Willenborg  | 3:6, 6:4, 6:1 |
| 9.  | 18. September 1983 | Dallas         | Hartplatz | Nduka Odizor    | Steve Denton Sherwood Stewart  | 6:3, 7:5      |

##### Challenger Tour
| Nr. | Datum        | Turnier       | Belag | Partner     | Finalgegner                     | Ergebnis |
| --- | ------------ | ------------- | ----- | ----------- | ------------------------------- | -------- |
| 1.  | 8. Juni 1980 | ATP Beckenham | Rasen | John Austin | Chris Johnstone Greg Whitecross | kampflos |

#### Finalteilnahmen
| Nr. | Datum              | Turnier      | Belag       | Partner            | Finalgegner                   | Ergebnis      |
| --- | ------------------ | ------------ | ----------- | ------------------ | ----------------------------- | ------------- |
| 1.  | 27. August 1978    | Boston       | Sand        | Heinz Günthardt    | Víctor Pecci Balázs Taróczy   | 3:6, 6:3, 1:6 |
| 2.  | 24. September 1978 | Hartford     | Teppich (i) | Mark Edmondson     | Bill Maze John McEnroe        | 3:6, 6:3, 5:7 |
| 3.  | 13. April 1980     | Tulsa        | Hartplatz   | Francisco González | Bob Lutz Dick Stockton        | 6:2, 6:7, 2:6 |
| 4.  | 3. August 1980     | South Orange | Sand        | Fritz Buehning     | Bill Maze John McEnroe        | 6:7, 4:6      |
| 5.  | 8. Februar 1981    | Indianapolis | Sand        | Raúl Ramírez       | Kevin Curren Steve Denton     | 3:6, 7:5, 5:7 |
| 6.  | 22. November 1981  | Bangkok      | Sand        | Lloyd Bourne       | John Austin Mike Cahill       | 3:6, 7:5, 5:7 |
| 7.  | 25. April 1982     | Las Vegas    | Hartplatz   | Carlos Kirmayr     | Sherwood Stewart Ferdi Taygan | 6:7, 4:6      |
| 8.  | 2. Mai 1982        | Hilton Head  | Sand        | Alan Waldman       | Mark Edmondson Rod Frawley    | 1:6, 5:7      |
| 9.  | 2. Mai 1982        | Hongkong     | Hartplatz   | Kim Warwick        | Charles Strode Morris Strode  | 4:6, 6:3, 2:6 |
| 10. | 30. Januar 1983    | Guarujá      | Hartplatz   | Shlomo Glickstein  | Tim Gullikson Tomáš Šmíd      | 7:5, 6:7, 3:6 |
| 11. | 11. September 1983 | US Open      | Hartplatz   | Fritz Buehning     | Peter Fleming John McEnroe    | 3:6, 4:6, 2:6 |